# Андреа (тауншип)
Андреа (англ. Andrea) — тауншип в округе Уилкин, Миннесота, США. На 2000 год его население составило 70 человек.

## География
По данным Бюро переписи населения США площадь тауншипа составляет 91,8 км², из которых 91,8 км² занимает суша, водоёмов нет.

## Демография
По данным переписи населения 2000 года здесь находились 70 человек, 26 домохозяйств и 17 семей. Плотность населения —  0,8 чел./км². На территории тауншипа расположено 29 построек со средней плотностью 0,3 построек на один квадратный километр. Расовый состав населения: 94,29 % белых, 1,43 % коренных американцев, 2,86 % азиатов и 1,43 % приходится на две или более других рас. Испанцы или латиноамериканцы любой расы составляли 4,29 % от популяции тауншипа.
Из 26 домохозяйств в 38,5 % воспитывались дети до 18 лет, в 69,2 % проживали супружеские пары и в 30,8 % домохозяйств проживали несемейные люди. 30,8 % домохозяйств состояли из одного человека, при том 19,2 % из — одиноких пожилых людей старше 65 лет. Средний размер домохозяйства — 2,69, а семьи — 3,22 человека.
31,4 % населения — младше 18 лет, 5,7 % — в возрасте от 18 до 24 лет, 24,3 % — от 25 до 44, 28,6 % — от 45 до 64, и 10,0 % — старше 65 лет. Средний возраст — 36 лет. На каждые 100 женщин приходилось 133,3 мужчин. На каждые 100 женщин старше 18 приходилось 108,7 мужчин.
Средний годовой доход домохозяйства составлял 43 333 доллара, а средний годовой доход семьи —  52 500 долларов. Средний доход мужчин —  35 000  долларов, в то время как у женщин — 20 625. Доход на душу населения составил 14 048 долларов. За чертой бедности не находилась ни одна семья и 2,7 % всего населения тауншипа, из которых 33,3 % старше 65 лет.